# Zentrygon frenata
La paloma perdiz gorgiblanca (Zentrygon frenata), también conocida como paloma montera grande, paloma perdiz gorjiblanca, paloma perdiz goliblanca, paloma perdiz de garganta blanca, paloma perdiz parda  o paloma perdiz bigotuda, es una especie de ave columbiforme de la familia Columbidae propia de América del Sur. 
Es nativa de  Argentina, Bolivia, Colombia, Ecuador y Perú. Su hábitat consiste de bosque húmedo y bosque montano. 

## Subespecies
Tiene cuatro subespecies reconocidas:
- Geotrygon frenata bourcieri
- Geotrygon frenata erythropareia
- Geotrygon frenata frenata
- Geotrygon frenata margaritae